# 布昂
布昂（法語：Bouhans，法語發音：[bu.ɑ̃]）是法国索恩-卢瓦尔省的一个市镇，属于卢昂区。

## 地理
布昂（46°46'23"N, 5°17'43"E）面积10.21 平方千米，位于法国勃艮第-弗朗什-孔泰大區索恩-卢瓦尔省，该省份为法国中部省份，北起顺时针与科多尔省、汝拉省、安省、罗讷省、卢瓦尔省、阿列省和涅夫勒省接壤。
与布昂接壤的市镇（或旧市镇、城区）包括：蒙热、勒普拉努瓦、圣日耳曼迪布瓦、塞尔莱。

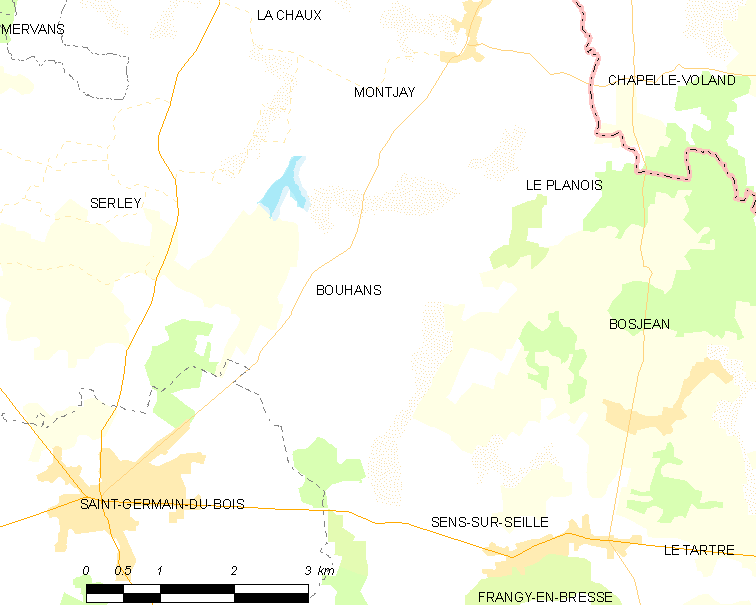
布昂的OSM定位图

布昂的时区为UTC+01:00、UTC+02:00（夏令时）。

## 行政
布昂的邮政编码为71330，INSEE市镇编码为71045。

## 政治
布昂所属的省级选区为皮埃尔德布雷斯县。

## 人口

1962-2008年间布昂人口变化图示

布昂于2022年1月1日时的人口数量为176人。